# Nicole Minetti
Nicole Minetti (* 11. März 1985 in Rimini) ist eine italienische Politikerin (PDL) und war von April 2010 bis Oktober 2012 Abgeordnete im Regionalparlament der Lombardei. 

## Leben und Karriere
Minettis Mutter ist gebürtige Britin. Nach eigenen Angaben war Minetti im Dezember 2009 während eines Studiums der Zahnmedizin in einem Krankenhaus tätig und sprach den dort behandelten Ministerpräsidenten Silvio Berlusconi an, in dessen Fernsehen sie als Showgirl aufgetreten war. Nach eigenen Angaben war sie nicht an der damaligen Instandsetzung von Berlusconis Zähnen nach einem Anschlag beteiligt, im Gegensatz zu Presseberichten, die behaupteten, dass sie zumindest für eine Zahnhygiene-Behandlung als  Krankenschwester zuständig gewesen sei. Im Februar 2010 wurde Minetti von Berlusconis Partei zur Regionalwahl in der Lombardei aufgestellt. 
Noch im selben Jahr wurde im Verlauf der Ruby-Affäre gegen Minetti und zwei Manager Anklage wegen Förderung der Prostitution erhoben. Berlusconi hatte im Mai 2010 verfügt, dass die minderjährige Ruby von der Polizei an Minetti übergeben wurde.
Berlusconi zahlte Minetti mindestens einmal eine sechsstellige Summe Euro, verteidigte sie vehement, und drängte sie im Juli 2012 zum Rücktritt.
Der Staatsanwalt bezeichnete sie als Zuhälterin und forderte sieben Jahre Haft, 35.000 Euro Geldstrafe und lebenslangen Ausschluss von öffentlichen Ämtern. Sie bestritt die Vorwürfe, bestätigte aber eine sexuelle Beziehung zu Berlusconi.
Im Juli 2013 wurde Minetti wegen Förderung der Prostitution in erster Instanz zu fünf Jahren Haft verurteilt. Das Mailänder Berufungsgericht reduzierte das Urteil am 13. November 2014 auf drei Jahre. Die Verteidigung kündigte eine weitere Berufung an.